# Mark Belanger
 (mars 2019).
Si vous disposez d'ouvrages ou d'articles de référence ou si vous connaissez des sites web de qualité traitant du thème abordé ici, merci de compléter l'article en donnant les références utiles à sa vérifiabilité et en les liant à la section « Notes et références ».
Pour les articles homonymes, voir Bélanger.
Cet article possède un paronyme, voir Marc Bélanger (homonymie).
Mark (Henry) Belanger, né le 8 juin 1944 à Pittsfield (Massachusetts) et décédé le 6 octobre 1998 à New York, est un joueur américain de baseball qui évolua de 1965 à 1981 chez les Orioles de Baltimore  puis en 1982 chez les Dodgers de Los Angeles  au poste d'arrêt-court.
Sélectionné au match des étoiles en 1976, il a reçu huit gants dorés (1969, 1971, 1973-1978).